# Untermarchtal
Untermarchtal an der Donau ist eine Gemeinde im Alb-Donau-Kreis in Baden-Württemberg.

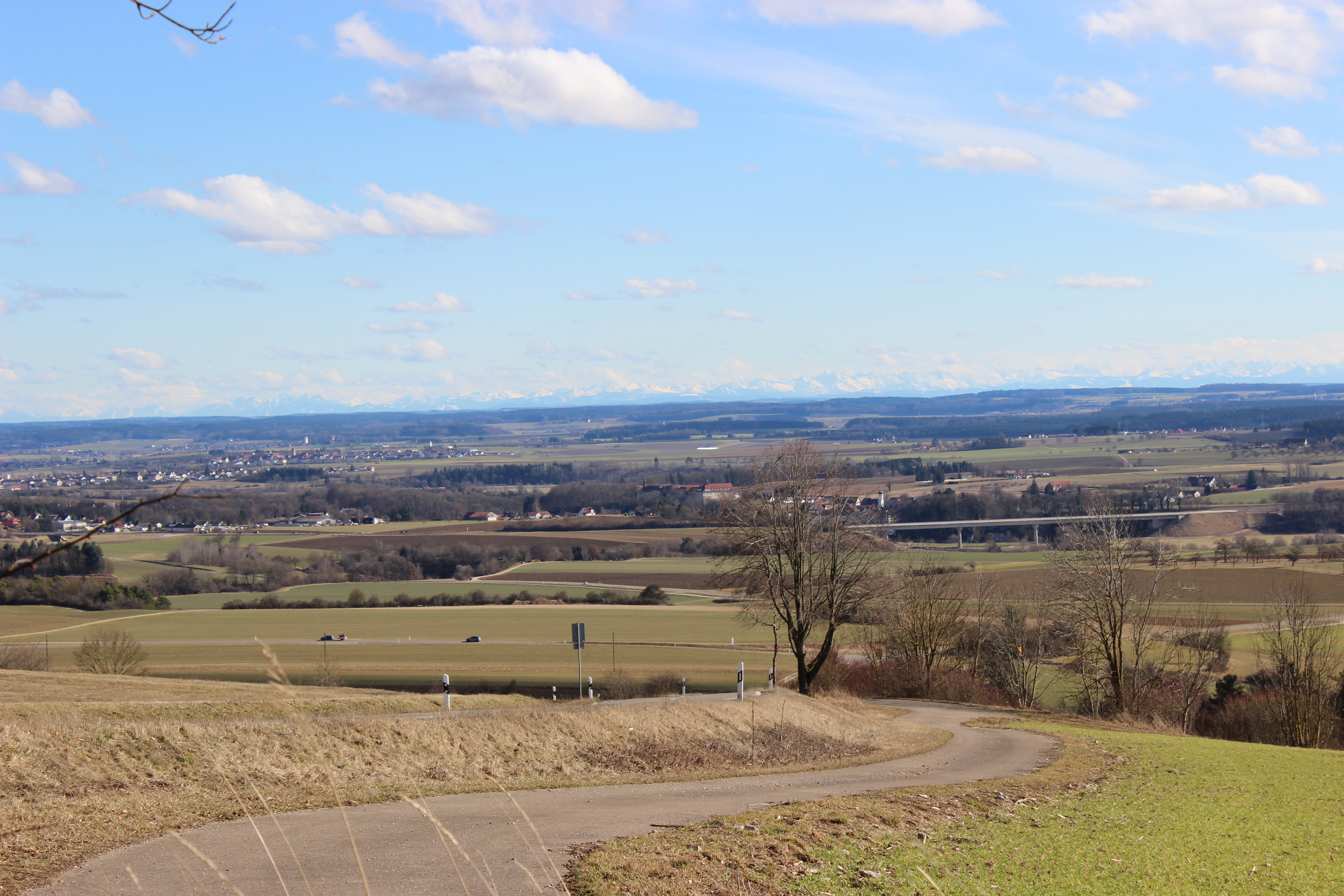
Blick über Untermarchtal zu den Alpen

## Geographie
Untermarchtal liegt auf einer Weißjuraplatte am Fuße der Schwäbischen Alb, zu beiden Seiten der Donau.

### Nachbargemeinden
Die Gemeinde grenzt im Süden und Westen an Obermarchtal, im Nordwesten an Lauterach, im Norden an die Stadt Ehingen (Donau) und im Osten an die Stadt Munderkingen, zu deren Verwaltungsgemeinschaft Untermarchtal auch gehört.

### Schutzgebiete
Obermarchtal hat Anteil am Naturschutzgebiet Flusslandschaft Donauwiesen zwischen Zwiefaltendorf und Munderkingen. Weitere Landschaftsteile auf der Gemarkung sind als Landschaftsschutzgebiet Untermarchtal ausgewiesen. Überdies hat die Gemeinde Anteil am FFH-Gebiets Donau zwischen Munderkingen und Riedlingen und am Vogelschutzgebiet Täler der Mittleren Flächenalb.

## Geschichte

### Herrschaft der Reichsritter

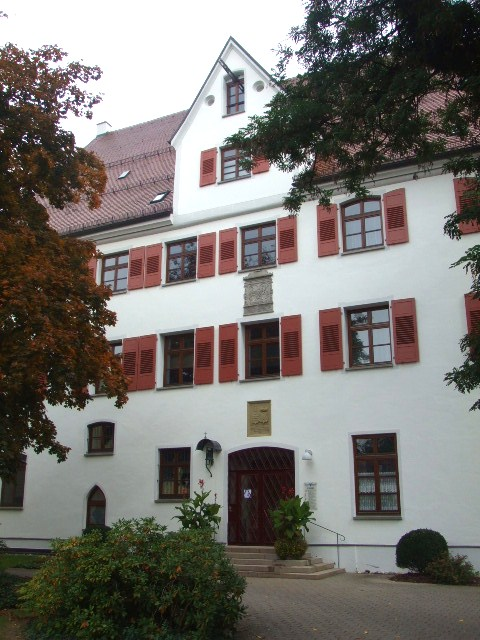
Schloss Untermarchtal

Im Hochmittelalter lag Untermarchtal im Herzogtum Schwaben. Die Herrschaft über den Ort übten im 13. und der ersten Hälfte des 14. Jahrhunderts die Grafen von Berg und die Herren von Steußlingen aus. Die Hochgerichtsbarkeit lag seit dem 14. Jahrhundert in der Zuständigkeit Vorderösterreichs. 1365 lassen sich die Herren von Stein als Besitzer der Burg in Untermarchtal nachweisen. 1442 kauften die Speth von Ehestetten die Herrschaftsrechte. Die Burg wurde 1517 zerstört und an ihrer Stelle von 1573 bis 1576 durch Johann Ulrich Speth das Schloss erbaut. 1604 wurden die Speth mit dem Blutbann belehnt.

### Geschichte seit dem 19. Jahrhundert
Im Zuge der Mediatisierung fiel Untermarchtal 1805 an das Kurfürstentum Württemberg, welches 1806 zum Königreich erhoben wurde. Württemberg ordnete Untermarchtal 1810 dem Oberamt Ehingen zu. 1870 erhielt Untermarchtal eine eigene Station an der Donaubahn, womit die Gemeinde ans Streckennetz der Württembergischen Staatseisenbahnen angeschlossen war. Seit 1886 entstand im Schloss das Kloster Untermarchtal. Während der NS-Zeit in Württemberg kam der Ort 1938 zum Landkreis Ehingen. Nach dem Zweiten Weltkrieg lag Untermarchtal in der Französischen Besatzungszone und kam somit zum Nachkriegsland Württemberg-Hohenzollern, welches 1952 im Bundesland Baden-Württemberg aufging. Seit der Kreisreform von 1973 ist Untermarchtal Teil des Alb-Donau-Kreises.

### Religion
Untermarchtal ist überwiegend katholisch geprägt. Die katholische Pfarrkirche St. Andreas geht in ihrer heutigen Form auf das Jahr 1613 zurück, mit einer von 1880 bis 1888 erfolgten Restaurierung. Die Kirchengemeinde St. Andreas gehört zur Seelsorgeeinheit Marchtal im Dekanat Ehingen-Ulm, die der Diözese Rottenburg-Stuttgart unterstellt ist.

### Einwohnerentwicklung
Es handelt sich um Einwohnerzahlen nach dem jeweiligen Gebietsstand. Die Zahlen sind Volkszählungsergebnisse (¹) oder amtliche Fortschreibungen des Statistischen Landesamtes Baden-Württemberg (nur Hauptwohnsitze).
| Jahr                 | Einwohner |
| -------------------- | --------- |
| 1. Dezember 1871 ¹   | 370       |
| 1. Dezember 1880 ¹   | 355       |
| 1. Dezember 1890 ¹   | 420       |
| 1. Dezember 1900 ¹   | 561       |
| 1. Dezember 1910 ¹   | 970       |
| 16. Juni 1925 ¹      | 1057      |
| 16. Juni 1933 ¹      | 1039      |
| 17. Mai 1939 ¹       | 979       |
| 13. September 1950 ¹ | 932       |
| 6. Juni 1961 ¹       | 1068      |

| Jahr              | Einwohner |
| ----------------- | --------- |
| 27. Mai 1970 ¹    | 1068      |
| 31. Dezember 1980 | 894       |
| 27. Mai 1987 ¹    | 888       |
| 31. Dezember 1990 | 881       |
| 31. Dezember 1995 | 883       |
| 31. Dezember 2000 | 916       |
| 31. Dezember 2005 | 947       |
| 31. Dezember 2010 | 933       |
| 31. Dezember 2015 | 879       |

Mit einem Durchschnittsalter von 50,7 Jahren war Untermarchtal Ende 2018 – bedingt durch das ortsansässige Kloster – die Gemeinde mit den im Schnitt zweitältesten Einwohnern in Baden-Württemberg.

## Politik

### Gemeinderat
Der achtköpfige Gemeinderat wurde bei der Gemeinderatswahl am 9. Juni 2024 in Mehrheitswahl aus einer Einheitsliste für fünf Jahre gewählt. Die Wahlbeteiligung betrug 71,3 %.

### Bürgermeister
Bürgermeister ist seit 2009 Bernhard Ritzler (CDU). Er wurde 2016 und 2024 wiedergewählt. Er ist zudem Bürgermeister von Lauterach.

## Kultur und Sehenswürdigkeiten

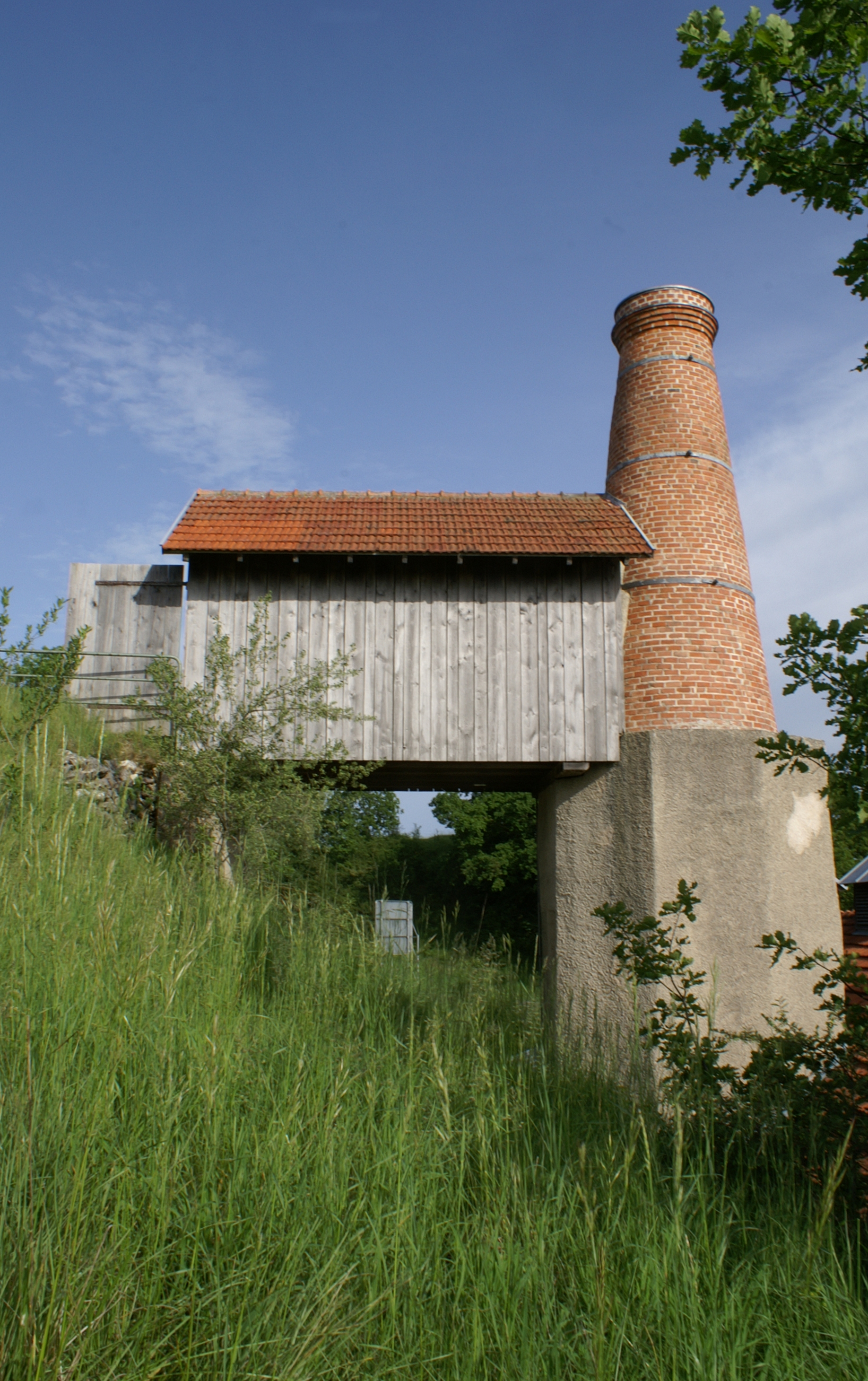
Kalkofenmuseum

### Museen
- Das Kalkofenmuseum zwischen Munderkingen und Obermarchtal: Hier wurde zwischen 1986 und 1990 durch den Schwäbischen Heimatbund ein kleines Kalkwerk originalgetreu restauriert und 1990 als technisches Museum eingerichtet. Die Anlage war ursprünglich von 1923 bis 1939 in Betrieb.[6]

### Bauwerke
- Das Kloster Untermarchtal ist das Mutterhaus der Barmherzigen Schwestern vom hl. Vinzenz von Paul in Untermarchtal. Die Mutterhauskirche St. Vinzenz, eine von Architekt Hermann Baur erbaute moderne Rundbaukirche, wurde 1972 von Bischof Leiprecht eingeweiht und besitzt ein Geläute (b°-des'-es'-ges'-as'-b') der Glockengießerei Bachert. Mutterhauskirche St. Vinzenz

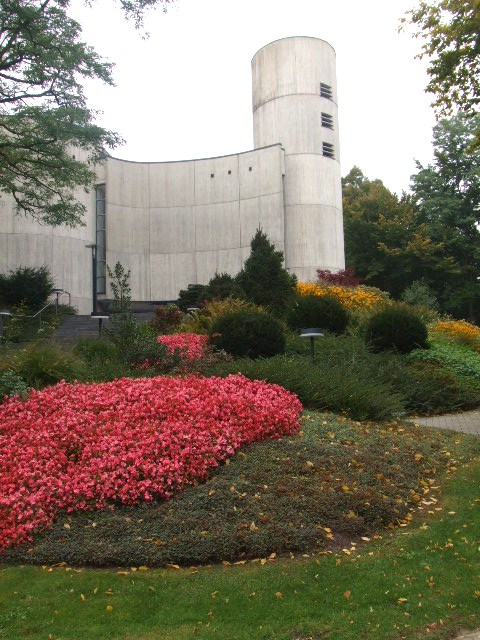
Mutterhauskirche St. Vinzenz

- Das Schloss (ebenfalls Teil des Mutterhauskomplexes) stammt aus dem Jahr 1576. Johann Ulrich Speth von Zwiefalten erbaute das Schloss 1573 bis 1576. 1853 verkaufte Reichsfreiherrin von Speth, geborene Prinzessin von Oettingen Wallerstein, das Gut an den protestantischen Pfarrer Schuster von Rottenacker. Kaufmann Franz Joseph Linder erwarb 1886 dann das einstige Schloss und schenkte es der Kongregation der Barmherzigen Schwestern, deren Generaloberin damals seine Tochter war. Das einstige Schloss der Freiherren von Speth beherbergt also seit 1887 das Mutterhaus der Barmherzigen Schwestern. In all den Jahren wurden verschiedene Erweiterungsbauten erstellt.[7]
- Die katholische Pfarrkirche St. Andreas wurde 1465 von Dietrich von Speth aus Ehestetten als „Kapelle auf dem Berg“ errichtet; damals handelte es sich noch nicht um eine selbständige Pfarrei; Untermarchtal gehörte zum Pfarrsprengel St. Michael in Neuburg. Seit 1481 gab es eine eigene Schlosskaplanei mit Kaplan. Als 1517 wegen der Parteinahme des Dietrich Speth für Sabina, die Ehefrau von Herzog Ulrich von Württemberg, des letzteren Zorn über ersteren hereinbrach, wurden seine Schlösser angegriffen und zerstört, und auch in Untermarchtal wurde das ganze Dorf mit Kirche und Schloss gebrandschatzt und eingeäschert. Erst längere Zeit nach der Rückkehr der Speth und der Rückgabe der eingezogenen Besitzungen nach dem Tod von Herzog Ulrich wurde die Kirche 1613 in vergrößerter Form in frühbarockem Stil von Johann Ulrich Speth von Zwiefalten zu Untermarchtal (1535–1627) und seiner Frau, Ursula Schad von Mittelbiberach (–1630), Tochter von Johann Philipp Schad von Mittelbiberach (ca. 1505–1571) und Euphrosine von Rechberg (1517–1571), wiederaufgebaut, und eine zweite Kaplanei wurde gestiftet. Die neue Kirche war 21 m lang, 8 m breit und ebenso hoch. Der viereckige Turm mit achteckigem Aufsatz misst 20 m in der Höhe. Die Freiherren von Speth, die früher über der Sakristei ein eigenes Oratorium besaßen, hatten das Patronatsrecht zur Kapelle und späteren Kirche St. Andreas bis zu ihrem Aussterben inne. Erst 1830 wurde St. Andreas zu einer eigenständigen Pfarrei erhoben. Der Kirchenpatron ist als Statue am Chorbogen zu sehen. Heute gehört Untermarchtal zur Seelsorgeeinheit Marchtal und wird von Obermarchtal aus betreut. In der Kirche befindet sich ein sehenswertes spätbarockes Epitaph mit Banddekoration. Es ist für Adam Bernhard Speth von Zwiefalten (9. Oktober 1662–4. August 1691), Kämmerer des Kurfürsten von der Pfalz, und seine Frau, Barbara Theresia Schad von Mittelbiberach (ca. 1661–22. Juli 1722).

## Verkehr

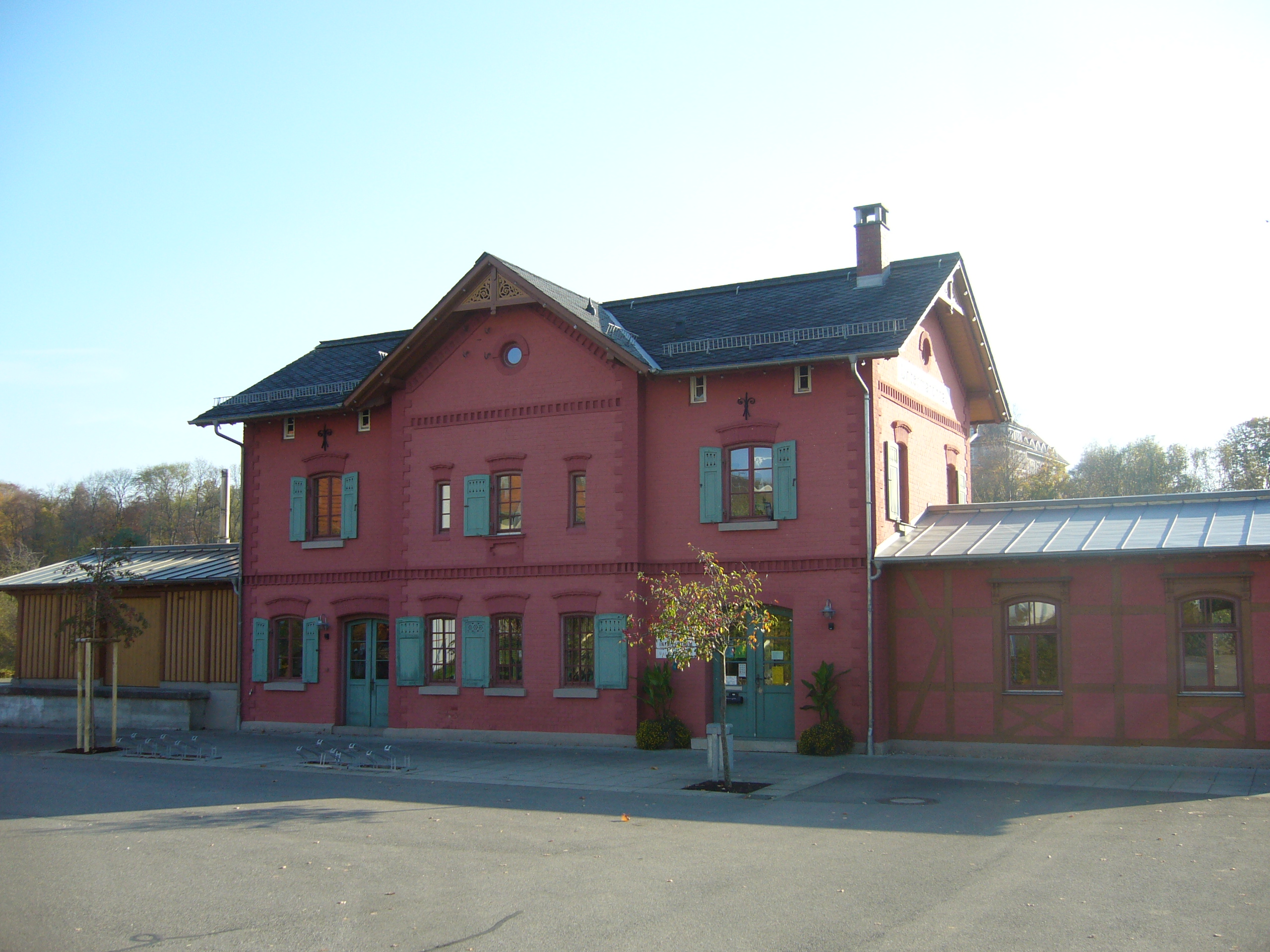
Bahnhof von Untermarchtal

Die Gemeinde hatte einen Haltepunkt an der Bahnstrecke Ulm–Sigmaringen, jedoch ist der Bahnhof heute inaktiv und dient als Infozentrum. Die Bundesstraße 311 führt auf einer Ortsumgehung und dem Donauviadukt Untermarchtal am Ort vorbei.
Durch eine Alltagsroute aus dem Radnetz Baden-Württemberg ist Untermarchtal über Munderkingen und Rottenacker mit Ehingen und in der anderen Richtung über Obermarchtal mit Riedlingen verbunden. 
Untermarchtal liegt am Radfernweg Donauradweg, der von Donaueschingen über Passau, Wien und Budapest bis zur Mündung in das Schwarze Meer führt. Er wird ab Tuttlingen auch als EuroVelo-Route EV6 und zwischen Tuttlingen und Passau als D-Route 6 geführt.